# Gran Premio del Belgio 1966
Il Gran Premio del Belgio 1966 fu una gara di Formula 1, disputatasi il 12 giugno 1966 sul Circuito di Spa-Francorchamps. Fu la seconda prova del mondiale 1966 e vide la vittoria di John Surtees su Ferrari (che non vinceva dal Gran Premio d'Italia 1964), seguito da Jochen Rindt e da Lorenzo Bandini.
In questa gara la McLaren abbandona temporaneamente il motore Ford 406, in fase di revisione del progetto ed adotta il motore fornito dalla Serenissima. Non riuscì a prendere il via per un incidente in prova.
Salta anche il previsto esordio di un altro nuovo motore. Il 16 cilindri BRM. Il motore sviluppato dal costruttore inglese, viene montato sulla nuova Lotus 43, che però non riuscirà a partire.

## Qualifiche
| Pos | N. | Pilota          | Costruttore                   | Scuderia                    | Tempo  | Distacco |
| --- | -- | --------------- | ----------------------------- | --------------------------- | ------ | -------- |
| 1   | 6  | John Surtees    | Ferrari 312                   | Scuderia Ferrari SpA SEFAC  | 3:38.0 | -        |
| 2   | 19 | Jochen Rindt    | Cooper T81-Maserati           | Cooper Car Company          | 3:41.2 | +3.2     |
| 3   | 15 | Jackie Stewart  | BRM P261 2L                   | Owen Racing Organisation    | 3:41.5 | +3.5     |
| 4   | 3  | Jack Brabham    | Brabham BT19-Repco            | Brabham Racing Organisation | 3:41.8 | +3.8     |
| 5   | 7  | Lorenzo Bandini | Ferrari 246                   | Scuderia Ferrari SpA SEFAC  | 3:43.8 | +5.8     |
| 6   | 20 | Jo Bonnier      | Cooper T81-Maserati           | Joakim Bonnier Racing Team  | 3:44.3 | +6.3     |
| 7   | 16 | Mike Spence     | Lotus 25/33-BRM 2L            | Reg Parnell Racing          | 3:45.2 | +7.2     |
| 8   | 18 | Richie Ginther  | Cooper T81-Maserati           | Cooper Car Company          | 3:45.4 | +7.4     |
| 9   | 14 | Graham Hill     | BRM P261 2L                   | Owen Racing Organisation    | 3:45.6 | +7.6     |
| 10  | 10 | Jim Clark       | Lotus 33-Climax 2L            | Team Lotus                  | 3:45.8 | +7.8     |
| 11  | 8  | Bob Bondurant   | BRM P261 2L                   | Team Chamaco-Collect        | 3:50.5 | +12.5    |
| 12  | 22 | Guy Ligier      | Cooper T81-Maserati           | Privato                     | 3:51.1 | +13.1    |
| 13  | 4  | Denny Hulme     | Brabham BT 11/22-Climax 2,7 L | Brabham Racing Organisation | 3:51.4 | +13.4    |
| 14  | 21 | Jo Siffert      | Cooper T81-Maserati           | RRC Walker Racing Team      | 3:53.8 | +15.8    |
| 15  | 27 | Dan Gurney      | Eagle T1F-Climax 2,7L         | Anglo American Racers       | 3:57.6 | +19.6    |
| 16  | 24 | Bruce McLaren   | McLaren M2B-Serenissima       | Bruce McLaren Motor Racing  | 3:57.6 | +19.6    |
| 17  | 8  | Vic Wilson      | BRM P261 2L                   | Team Chamaco-Collect        | 4:26.0 | +48.0    |
| 18  | 11 | Peter Arundell  | Lotus 43-BRM H16W             | Team Lotus                  | 5:01.2 | +83.2    |

## Gara
| Pos | N. | Pilota          | Costruttore/Motore            | Giri | Tempo/Ritiro     | Griglia | Punti |
| --- | -- | --------------- | ----------------------------- | ---- | ---------------- | ------- | ----- |
| 1   | 6  | John Surtees    | Ferrari 312                   | 28   | 2:09:11.3        | 1       | 9     |
| 2   | 19 | Jochen Rindt    | Cooper T81-Maserati           | 28   | + 42.1           | 2       | 6     |
| 3   | 7  | Lorenzo Bandini | Ferrari 246                   | 27   | + 1 Giro         | 5       | 4     |
| 4   | 3  | Jack Brabham    | Brabham BT19-Repco            | 26   | + 2 Giri         | 4       | 3     |
| 5   | 18 | Richie Ginther  | Cooper T81-Maserati           | 25   | + 3 Giri         | 8       | 2     |
| NC  | 22 | Guy Ligier      | Cooper T81-Maserati           | 24   | Non classificato | 12      |       |
| NC  | 27 | Dan Gurney      | Eagle T1F-Climax 2,7L         | 23   | Non classificato | 15      |       |
| Ret | 15 | Jackie Stewart  | BRM P261 2L                   | 0    | Incidente        | 3       |       |
| Ret | 20 | Jo Bonnier      | Cooper T81-Maserati           | 0    | Incidente        | 6       |       |
| Ret | 16 | Mike Spence     | Lotus 25/33-BRM 2L            | 0    | Incidente        | 7       |       |
| Ret | 14 | Graham Hill     | BRM P261 2L                   | 0    | Incidente        | 9       |       |
| Ret | 10 | Jim Clark       | Lotus 33-Climax 2L            | 0    | Motore           | 10      |       |
| Ret | 8  | Bob Bondurant   | BRM P261 2L                   | 0    | Incidente        | 11      |       |
| Ret | 4  | Denny Hulme     | Brabham BT 11/22-Climax 2,7 L | 0    | Incidente        | 13      |       |
| Ret | 21 | Jo Siffert      | Cooper T81-Maserati           | 0    | Incidente        | 14      |       |
| DNS | 24 | Bruce McLaren   | McLaren M2B-Serenissima       |      | Incidente        | 16      |       |
| DNS | 11 | Peter Arundell  | Lotus 43-BRM H16W             |      | Motore           | 18      |       |
| DNS | 8  | Vic Wilson      | BRM P261 2L                   |      | Incidente        | 17      |       |

## Statistiche

### Piloti
- 4ª vittoria per John Surtees
- 1° podio per Jochen Rindt
- 8º e ultimo podio per Lorenzo Bandini
- Ultimo Gran Premio per Vic Wilson

### Costruttori
- 40° vittoria per la Ferrari
- 1º Gran Premio per la Eagle

### Motori
- 40ª vittoria per il motore Ferrari
- 1º Gran Premio per il motore Serenissima

### Giri al comando
- John Surtees (1, 3, 24-28)
- Lorenzo Bandini (2)
- Jochen Rindt (4-23)

## Classifiche Mondiali

### Piloti
| Pos | Pilota          | Punti |
| --- | --------------- | ----- |
| 1   | Lorenzo Bandini | 10    |
| 2   | Jackie Stewart  | 9     |
|     | John Surtees    | 9     |
| 4   | Jochen Rindt    | 6     |
| 5   | Graham Hill     | 4     |
| 6   | Jack Brabham    | 3     |
|     | Bob Bondurant   | 3     |
| 8   | Richie Ginther  | 2     |

### Costruttori
| Pos | Costruttore     | Punti |
| --- | --------------- | ----- |
| 1   | Ferrari         | 15    |
| 2   | BRM             | 9     |
| 3   | Cooper-Maserati | 6     |
| 4   | Brabham-Repco   | 3     |